# HC Czeskie Budziejowice

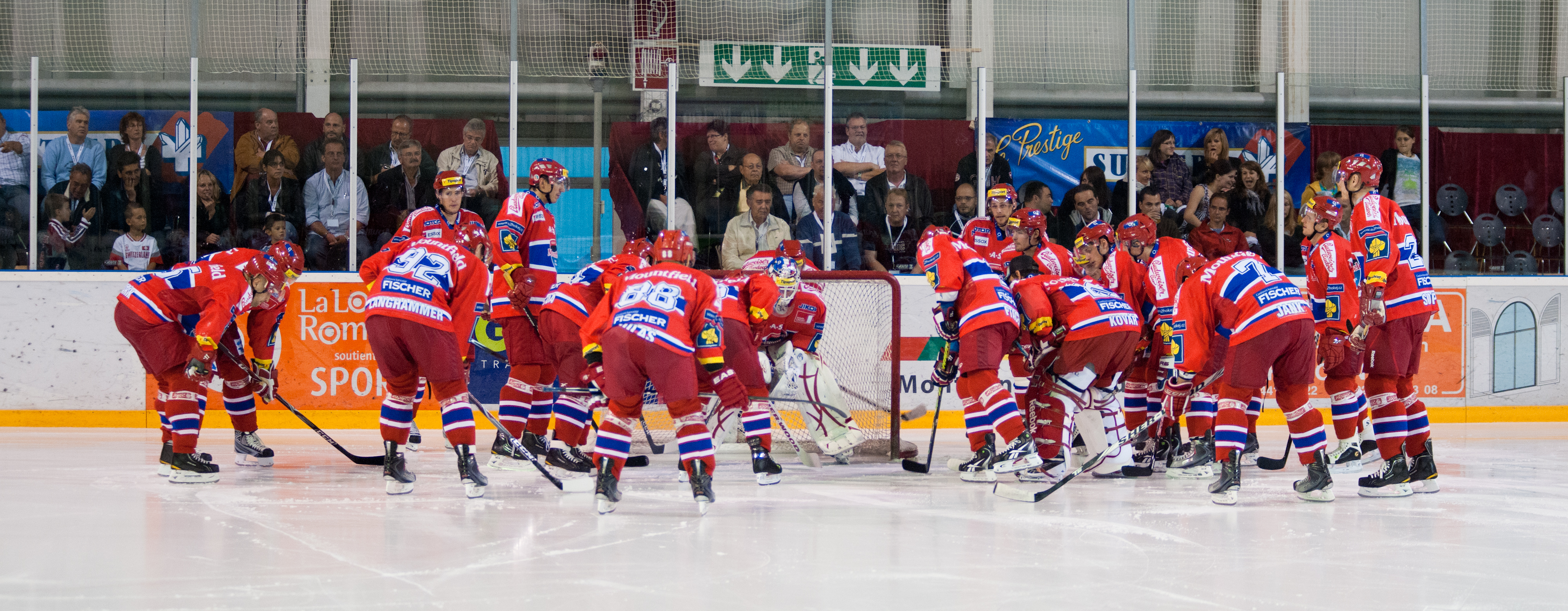
Hokeiści klubu (2009)

HC Czeskie Budziejowice (czes. HC České Budějovice) – czeski klub hokejowy z siedzibą w Czeskich Budziejowicach.
W rozgrywkach czeskiej Tipsport Extraliga występował od sezonu 1993/94 do 2003/04 oraz od 2005/06 do 2012/2013. W połowie 2013 opuścił rozgrywki w wyniku konfliktu sponsorskiego i administracyjnego. Jego miejsce przejął klub Mountfield Hradec Králové.

## Dotychczasowe nazwy
- SK České Budějovice (1913−1928)
- AC Stadion České Budějovice (1928−1951)
- Slavoj České Budějovice (1951−1965)
- TJ Motor České Budějovice (1965−1993)
- HC České Budějovic (1993−2006)
- HC Mountfield Czeskie Budziejowice (2006-2013)
- HC Motor Czeskie Budziejowice (od 2013)

## Sukcesy
- Złoty medal mistrzostw Czechosłowacji: 1951
- Brązowy medal mistrzostw Czech: 1995, 2008, 2022
- Tipsport Hockey Cup: 2000
- Złoty medal 1. ligi: 2005